# Thaddée Anselme Lê Hữu Từ
Thaddée Anselme Lê Hữu Từ (Di Loan, 29 ottobre 1897 – Saigon, 24 aprile 1967) è stato un vescovo cattolico vietnamita.

## Biografia
Thaddée Anselme Lê Hữu Từ nacque il 29 ottobre 1897 a Di Loan, località oggi parte del comune di Cửa Tùng del distretto di Vĩnh Linh nella provincia di Quang Tri. Entrò nell'ordine cistercense negli anni 20 e Il 22 dicembre 1928 fu ordinato sacerdote. Il 14 giugno 1945 fu nominato vicario apostolico della futura Phát Diêm da papa Pio XII e gli fu assegnata la sede titolare di Dafnusia. Ricevette l'ordinazione episcopale per l'imposizione delle mani del suo predecessore, Jean-Baptiste Nguyễn Bá Tòng, il 29 ottobre 1945.
Durante l'instabile situazione politica nell'Indocina francese estese la base di potere del clero cattolico vietnamita nella sua area di insediamento, che contava circa 500 parrocchie. Come capo della comunità diresse l'amministrazione locale e la magistratura tra i suoi fedeli. Contemporanei come Graham Greene descrissero il suo ruolo come quello di capo di un piccolo stato feudale-religioso. Durante la Rivoluzione d'Agosto si rivolse persino al Viet Minh. Tuttavia, quando i francesi invasero Phat Diem nel 1949, perseguì una politica piuttosto neutrale. Dopo la sconfitta della Francia nella guerra d'Indocina, emigrò nel Vietnam del Sud con molti dei suoi correligionari.
Fu una figura politica di spicco durante la Guerra d'Indocina. Le autorità francesi videro nella sua persona un ostacolo ai loro interessi, in quanto si batteva per l'indipendenza della sua comunità contro il colonialismo francese. Non fu mai perseguitato dalle autorità straniere anche se provarono a convincerlo a passare dalla loro parte promettendo varie concessioni. Il generale francese Jean de Lattre de Tassigny sospettava che cooperasse con il Viet Minh ma fu sempre profondamente contrario all'ideologia comunista.
Nel 1959 rassegnò le dimissioni dall'ufficio di vicario apostolico. Partecipò a tutte le sessioni del Concilio Vaticano II. Morì a Saigon il 24 aprile 1967 all'età di 69 anni.

## Genealogia episcopale e successione apostolica
La genealogia episcopale è:
- Cardinale Scipione Rebiba
- Cardinale Giulio Antonio Santori
- Cardinale Girolamo Bernerio, O.P.
- Vescovo Claudio Rangoni
- Arcivescovo Wawrzyniec Gembicki
- Arcivescovo Jan Wężyk
- Vescovo Piotr Gembicki
- Vescovo Jan Gembicki
- Vescovo Bonawentura Madaliński
- Vescovo Jan Małachowski
- Arcivescovo Stanisław Szembek
- Vescovo Felicjan Konstanty Szaniawski
- Vescovo Andrzej Stanisław Załuski
- Arcivescovo Adam Ignacy Komorowski
- Arcivescovo Władysław Aleksander Łubieński
- Vescovo Andrzej Stanisław Młodziejowski
- Arcivescovo Kasper Kazimierz Cieciszowski
- Vescovo Franciszek Borgiasz Mackiewicz
- Vescovo Michał Piwnicki
- Arcivescovo Ignacy Ludwik Pawłowski
- Arcivescovo Kazimierz Roch Dmochowski
- Arcivescovo Wacław Żyliński
- Vescovo Aleksander Kazimierz Bereśniewicz
- Arcivescovo Szymon Marcin Kozłowski
- Vescovo Mečislovas Leonardas Paliulionis
- Arcivescovo Bolesław Hieronim Kłopotowski
- Arcivescovo Jerzy Józef Elizeusz Szembek
- Vescovo Stanisław Kazimierz Zdzitowiecki
- Cardinale Aleksander Kakowski
- Papa Pio XI
- Vescovo Jean-Baptiste Nguyễn Bá Tòng
- Vescovo Thaddée Anselme Lê Hữu Từ, O.Cist.

La successione apostolica è:
- Vescovo Pierre Marie Phạm Ngọc Chi (1950)
- Cardinale Joseph Marie Trịnh Như Khuê (1950)